# Skale Tracker
Der Skale Tracker ist ein Tracker, programmiert und kompiliert von Baktery mit einer grafischen Unterstützung von Awesome.

## Geschichte
Er wurde ursprünglich in einem frühen Alpha-Stadium als FastTracker 3 veröffentlicht, da die gesamte Oberfläche so nahe wie möglich dem FastTracker 2 nachempfunden war. Aus rechtlichen Gründen musste der Name geändert werden, der Grundaufbau und generelle Ähnlichkeit zum FastTracker blieben jedoch gleich.

## Eigenschaften
Der Skale Tracker benutzt auch Technologien wie ASIO, WAV-Renderer, Unterstützung von SF2- und Akai-Instrumenten, MIDI I/O, Unterstützung für VST-Instrumente und mehr.
Das Programm ist für Windows und Linux verfügbar und die letzte Version ist 0.81 vom 25. Dezember 2005.